# 106. pehotna divizija (ZDA)
106. pehotna divizija (angleško 106th Infantry Division) je bila pehotna divizija Kopenske vojske ZDA.

## Zgodovina
Divizija je bila aktivirana 15. marca 1943 v Fort Jackson (Južna Karolina); ogrodje divizije je slonelo na preizkušenih pripadnikih 80. pehotne divizije. 29. marca istega leta se je pričelo osnovno urjenje rekrutov, nato pa se je 12. julija istega leta pričelo usposabljanje na ravni osnovnih enot. Med oktobrom 1943 in januarjem 1944 pa so opravili še urjenje na polkovni in divizijski ravni. Med januarjem in marcem 1943 pa so v Tennesseeju opravili še zimsko urjenje.
Med oktobrom in novembrom 1944 je divizija zapustila ZDA in se odpravila v Združeno kraljestvo: nastanjena je bila v Oxfordu in Gloucestru. 1. decembra so zapustili Anglijo in se odpravili v Francijo.
6. decembra 1944 je divizija prejela ukaz za premik v St Vith, kjer naj bi nadomestili ameriško 2. pehotno divizijo. Prvi divizijski elementi so dosegli mesto dopoldne 8. decembra. Naslednji dan ob 11:30 so prvi divizijski elementi pričeli streljati na nemške enote. Šele 11. decembra je bila celotna divizija nameščena na dodeljenih položajih. 16. decembra se je pričela nemška ofenziva v Ardenih in divizija je bila izpostavljena močnih nemškim napadom; divizijske enote so se predale 21. decembra. V tednu bojevanja je divizija izgubila: 416 padlih v boju, 1.246 ranjenih in 7.001 pogrešanih v akciji (ujetih); to predstavlja več kot 60% divizijske moči.

## Poveljstvo
Poveljniki divizije
- generalmajor Alan W. Jones (15. marec 1943 - )

Pomočnik poveljnika divizije
- brigadni general Herbert T. Perrin (15. marec 1943 - )

Poveljnik divizijske artilerije
- Brigadni general Leo T. McMahon (15. marec 1943 - )

Divizijski kaplan
- major John A. Dunn (15. marec 1943 - )

## Organizacija
- 422. pehotni polk
- 423. pehotni polk
- 424. pehotni polk
- 589. poljsko-artilerijski bataljon (105-mm havbice)
- 590. poljsko-artilerijski bataljon (105-mm havbice)
- 591. poljsko-artilerijski bataljon (105-mm havbice)
- 592. poljsko-artilerijski bataljon (155-mm havbice)
- 81. bojni inženirski bataljon
- 331. medicinski bataljon
- 106. prištabna četa
- 106. divizijska komunikacijska četa
- 106. divizijska logistična četa
- 806. četa za oskrbo s strelivom
- 106. izvidniški trop
- 106. vojaško-policijski vod